# Adelebsen
Adelebsen é um município da Alemanha localizado no distrito de Göttingen, estado de Baixa Saxônia.